# Дунда-Кіреть
Дунда-Кіреть (рос. Дунда-Киреть) — улус Бичурського району, Бурятії Росії. Входить до складу Сільського поселення Дунда-Кіретське.
Населення — 372 особи (2015 рік).